# Muscadet

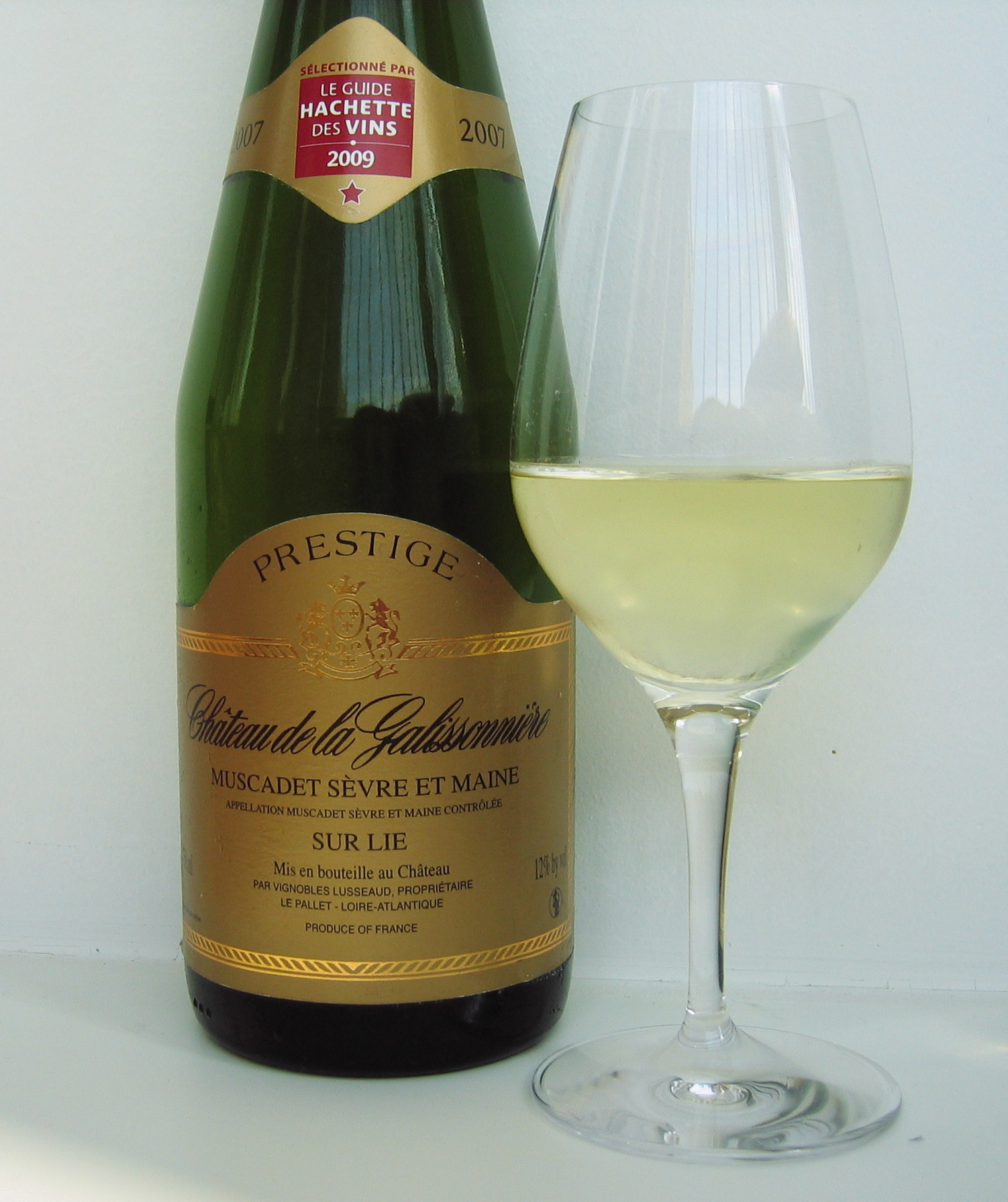
Muscadet-Sèvre et Maine sur lie

Muscadet är ett torrt vitt vin med skyddad ursprungsbeteckning från västra delen av Loiredalen, Frankrike. Vinet görs av druvsorten Melon de Bourgogne, som lokalt kallas Muscadet. Vinerna får ofta vila en längre tid på jästfällningen före buteljeringen, och detta markeras ofta med beteckningen sur lie.
Muscadetviner är typiskt relativt lätta och neutrala i karaktären, med rätt frisk syra, och ofta en tydlig mineralkaraktär. De används ofta som aperitif, och är i sitt ursprungsområde vanliga att dricka till ostron.